# Gavanô kế

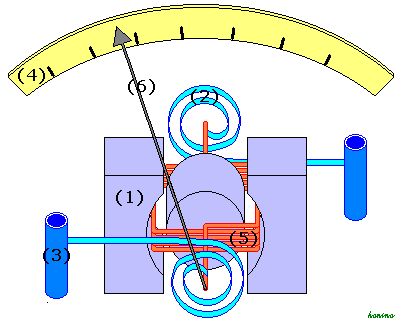
Các bộ phận của ampe kế. 1: nam châm. 2: lò xo xoắn. 3: chốt giữ lò xo. 4: thước hình cung. 5: cuộn dây dẫn điện. 6: kim.

Gavanô kế (tiếng Anh: Galvanometer) là một bộ chuyển đổi từ cường độ dòng điện sang chuyển động quay, trong một cung, của một cuộn dây nằm trong từ trường.

## Hoạt động
Về cơ bản Gavanô kế đo cường độ của dòng điện một chiều chạy trong một mạch điện. Bộ phận chính là một cuộn dây dẫn, có thể quay quanh một trục, nằm trong từ trường của một nam châm vĩnh cửu. Cuộn dây được gắn với một kim chỉ góc quay trên một thước hình cung. Một lò xo xoắn kéo cuộn và kim về vị trí số không khi không có dòng điện. Trong một số dụng cụ, cuộn dây được gắn với một miếng sắt, chịu lực hút của các nam châm và cân bằng tại vị trí số không.
Khi dòng điện một chiều chạy qua cuộn dây, dòng điện chịu lực tác động của từ trường (do các điện tích chuyển động bên trong dây dẫn chịu lực Lorentz) và bị kéo quay về một phía, xoắn lò xo, và quay kim. Vị trí của đầu kim trên thước đo tương ứng với cường độ dòng điện qua cuộn dây. Các ampe kế thực tế có thêm cơ chế để làm tắt nhanh dao động của kim khi cường độ dòng điện thay đổi, để cho kim quay nhẹ nhàng theo sự thay đổi của dòng điện mà không bị rung. Một cơ chế giảm dao động được dùng là ứng dụng sự chuyển hóa năng lượng dao động sang nhiệt năng nhờ dòng điện Foucault. Cuộn dây được gắn cùng một đĩa kim loại nằm trong từ trường của nam châm. Mọi dao động của cuộn dây và đĩa sinh ra dòng Foucault trong đĩa. Dòng này làm nóng đĩa lên, tiêu hao năng lượng dao động và dập tắt dao động.

## Ứng dụng

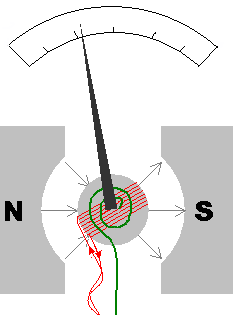
Dây mang dòng điện cần đo
Lò xo xoắn

## Lịch sử
Gavanô kế được sử dụng đầu tiên bởi William Thomson (Lord Kelvin). Luigi Galvani cũng có nhiều đóng góp cho việc phát triển Gavanô kế và các ứng dụng của nó, nên tên ông đã được dùng để đặt tên cho dụng cụ này.